# عملات الجنيه الفيجي
عملات الجنيه الفيجي جزءًا من الشكل المادي للعملة التاريخية لفيجي، الجنيه الفيجي.

## عملات الملك جورج الخامس (1934-1936)
الملك جورج الخامس
صُدرت عملات معدنية من فئة ½ و 1 بنس و 6 بنسات و 1 شلن وفلورين بالإضافة إلى أوراق نقدية من فئة 10 / - و 1 و 5 جنيهات.
كان لفئتي النصف بنس والبنس الواحد ثقب في المنتصف، وسُكّتا من النحاس والنيكل، بينما سُكّت الأخرى من الفضة. تحمل أصغر عملتين معدنيتين صورة تاج واسم الملك على أحد وجهيها، والفئة النقدية والبلد وسنة الإصدار على الوجه الآخر. أما بالنسبة للعملات ذات القيم الأكبر، فتظهر صورة الملك على الوجه الآخر. أما على الوجه الخلفي، فيظهر على الستة بنسات سلحفاة، والشلن زورقًا، والفلورين شعار النبالة للمستعمرة. وقد استخدم الملوك اللاحقون نفس التصاميم.

## عملات الملك إدوارد الثامن (1936)
الملك إدوارد الثامن. نظرًا لقصر فترة حكمه، صدر هذا الإصدار لمدة عام واحد. صدر 120,000 بنس تحمل اسمه، مع نقش "إدوارد الثامن، الملك الإمبراطور".

## عملات الملك جورج السادس إمبراطورًا للهند (1937-1947)
الملك جورج السادس إمبراطورًا للهند. جميع عملات عامي ١٩٤٢ و١٩٤٣ تحمل علامة "S" الخاصة بدار سك سان فرانسيسكو. سُكّت الفئتان الأصغر من النحاس الأصفر، بينما صُنعت العملات الأخرى وفقًا للمعيار الأمريكي للفضة عيار ٩٠٠، بدلًا من المعيار البريطاني عيار ٥٠٠.

## عملات الملك جورج السادس كملك فقط (1948-1952)
عملة النيكل والنحاس الأصفر ذات الاثني عشر وجهًا، وهي بنفس حجم ووزن عملة الثلاثة بنسات البريطانية آنذاك. يُظهر الوجه الآخر مبنى تقليديًا مسقوفًا بالقش ("كوخ") تحيط به أشجار النخيل. تصميمها من تصميم المصمم النيوزيلندي ريجينالد جورج جيمس بيري.

## عملات الملكة إليزابيث الثانية (1953-1968)
صدرت عملات الملكة إليزابيث الثانية بجميع الفئات، بين عامي 1953 و1968. ويقرأ الأسطورة الموجودة على هذه العملات "الملكة إليزابيث الثانية".

## روابط خارجية
- نادي العملات المعدنية عبر الإنترنت / معلومات العملات المعدنية / الدول / فيجي
- العملات المعدنية الصادرة لا تحتوي على صور. (الكمية هي فئة العملة المعدنية)
- نسخة محفوظة 2020-07-16 على موقع واي باك مشين. التاريخ
- عملات معدنية 1